# Düppeler Schanzen
De Düppeler Schansen (Duits: Düppeler Schanzen;  Deens: Dybbøl skanser) waren een verdedigingswerk nabij Dybbøl, gemeente Sønderborg in Jutland in Denemarken.
In 1849 hadden de Denen er tijdens de Eerste Duits-Deense Oorlog een militaire overwinning op de Pruisen behaald.
In 1864 was de bestorming van deze schansen en de verovering ervan door de troepen van Pruisen de beslissende Duitse overwinning in de Tweede Duits-Deense Oorlog. Een eerste verrassingsaanval door de Pruisen, in de nacht van 28 maart, leidde nog niet tot de verovering, maar bood de Pruisen wel voldoende terreinwinst om rondom de schansen voor hun eigen verdediging loopgraven aan te leggen. De Denen hadden het voordeel, dat hun sterke oorlogsschip de Rolf Krake hun vanaf zee vuursteun gaf. Op 18 april van dat jaar slaagden 37.000 Pruisen onder leiding van prins Frederik Karel erin, de tien schansen na een langdurige belegering te bestormen. De hoofdmacht van het Deense leger was gedwongen, naar het aangrenzende eiland Als te vluchten, waar dit leger enige maanden later opnieuw door de Pruisen werd verslagen.
Bijzonder is, dat deze oorlog de eerste was, waar aan beide zijden afgevaardigden van het Internationale Rode Kruis toezicht hielden op en leiding gaven aan het verzorgen van oorlogsgewonden. Aan de Deense zijde was in die hoedanigheid  bij de Düppeler Schansen de Nederlander Charles William Meredith van de Velde aanwezig. Een gedenksteen ter plaatse herinnert aan de rol van deze Rode-Kruiswaarnemers.

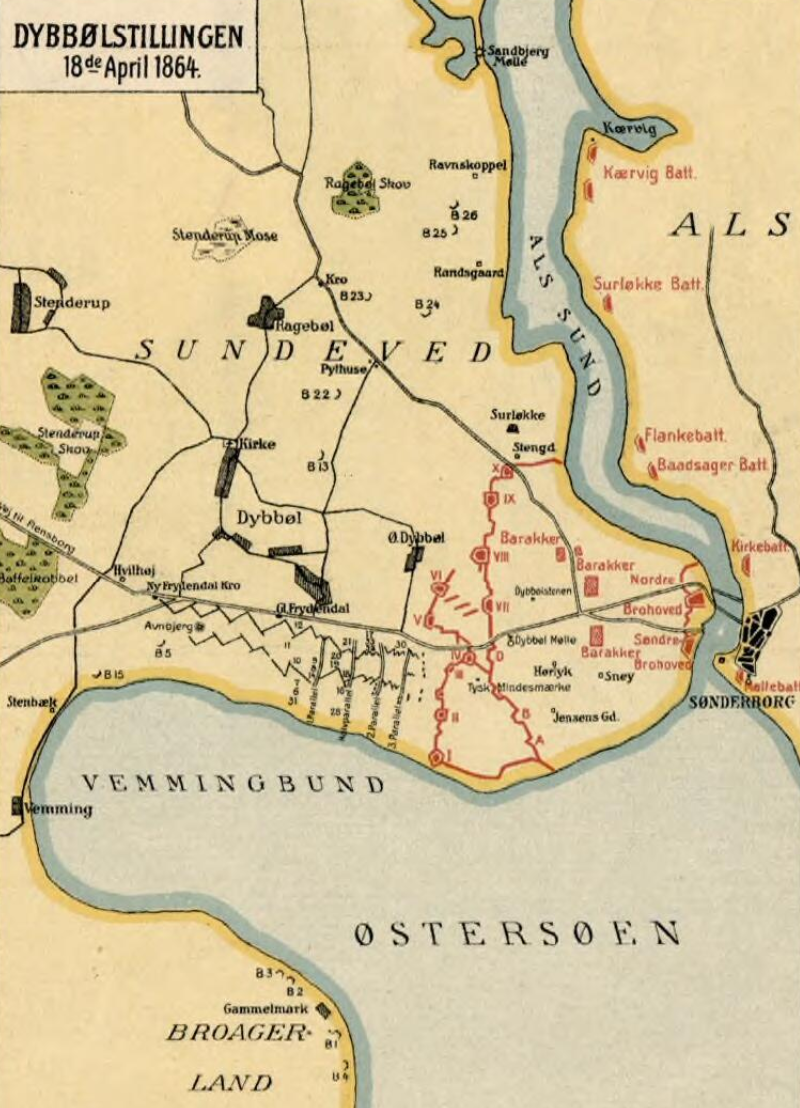
Deense militaire stafkaart van het gebied (1864)
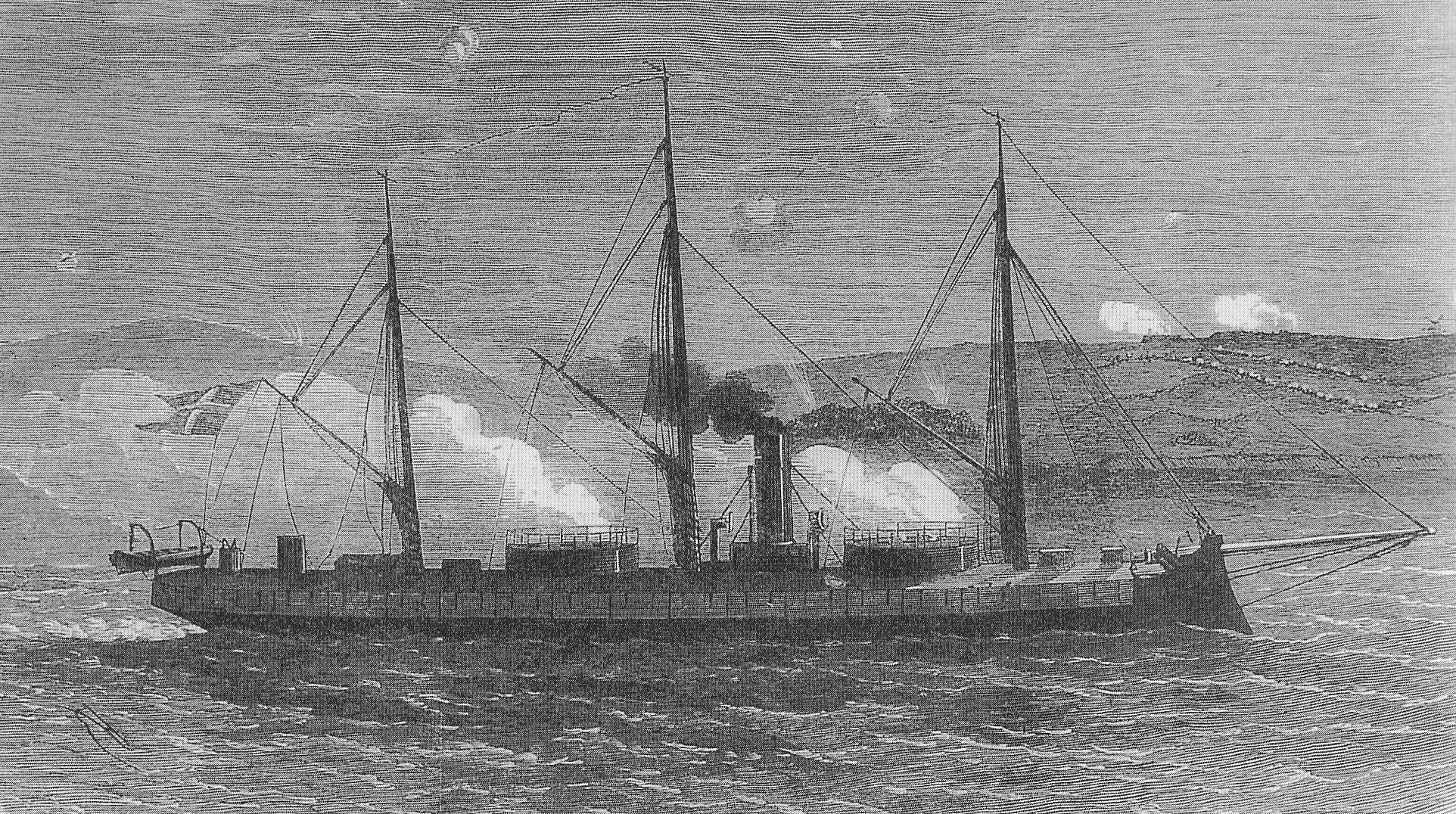
De Rolf Krake beschiet de Pruisische stellingen bij Dybbøl, april 1864 (illustratie in een Britse krant, 28 april 1864)
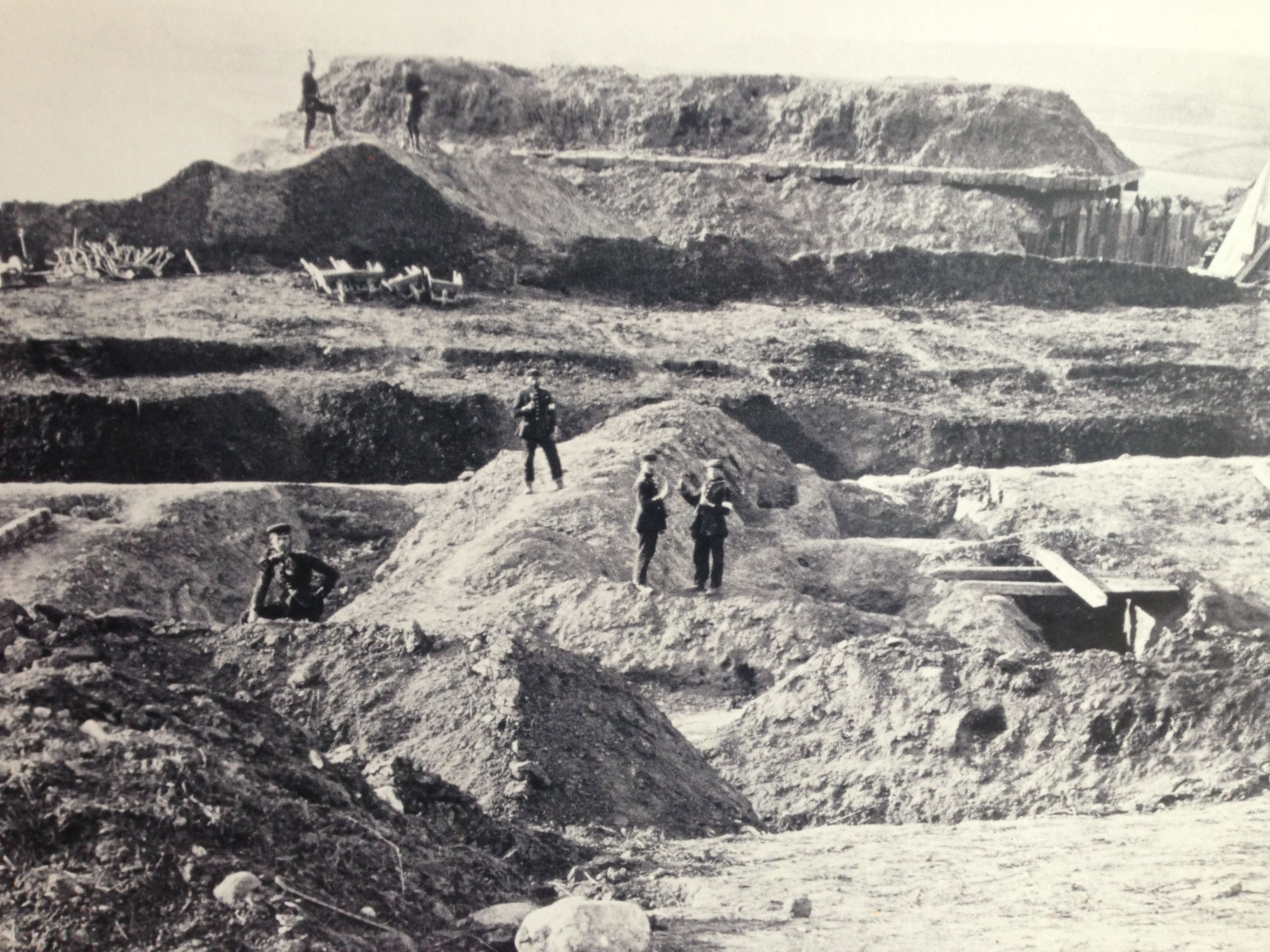
Foto van de zegevierende Pruisen op de ingenomen stellingen, na de slag
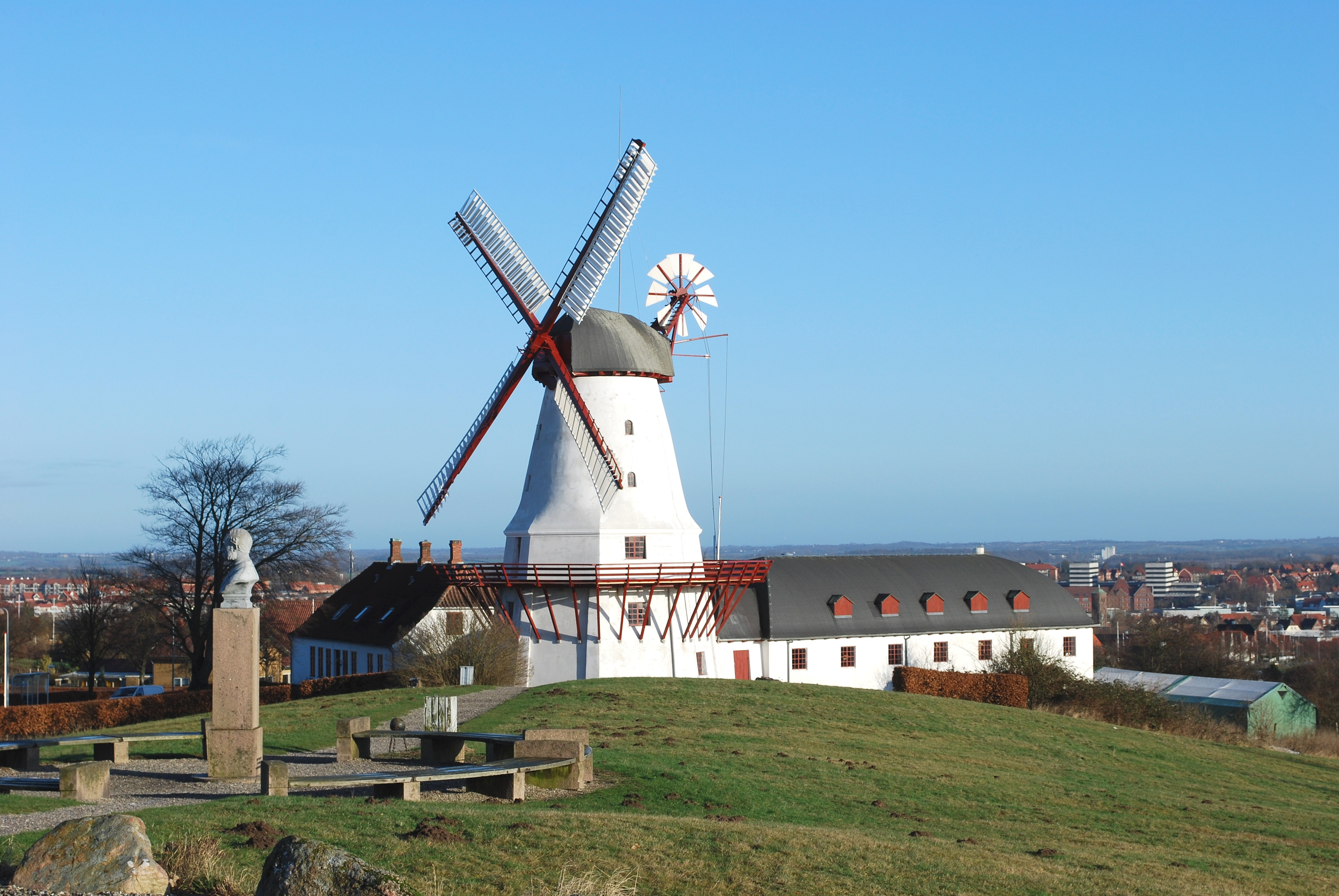
Dybbøl Mølle (de molen van Dybbøl) uit 1744, onderdeel van het Deense verdedigingssysteem)
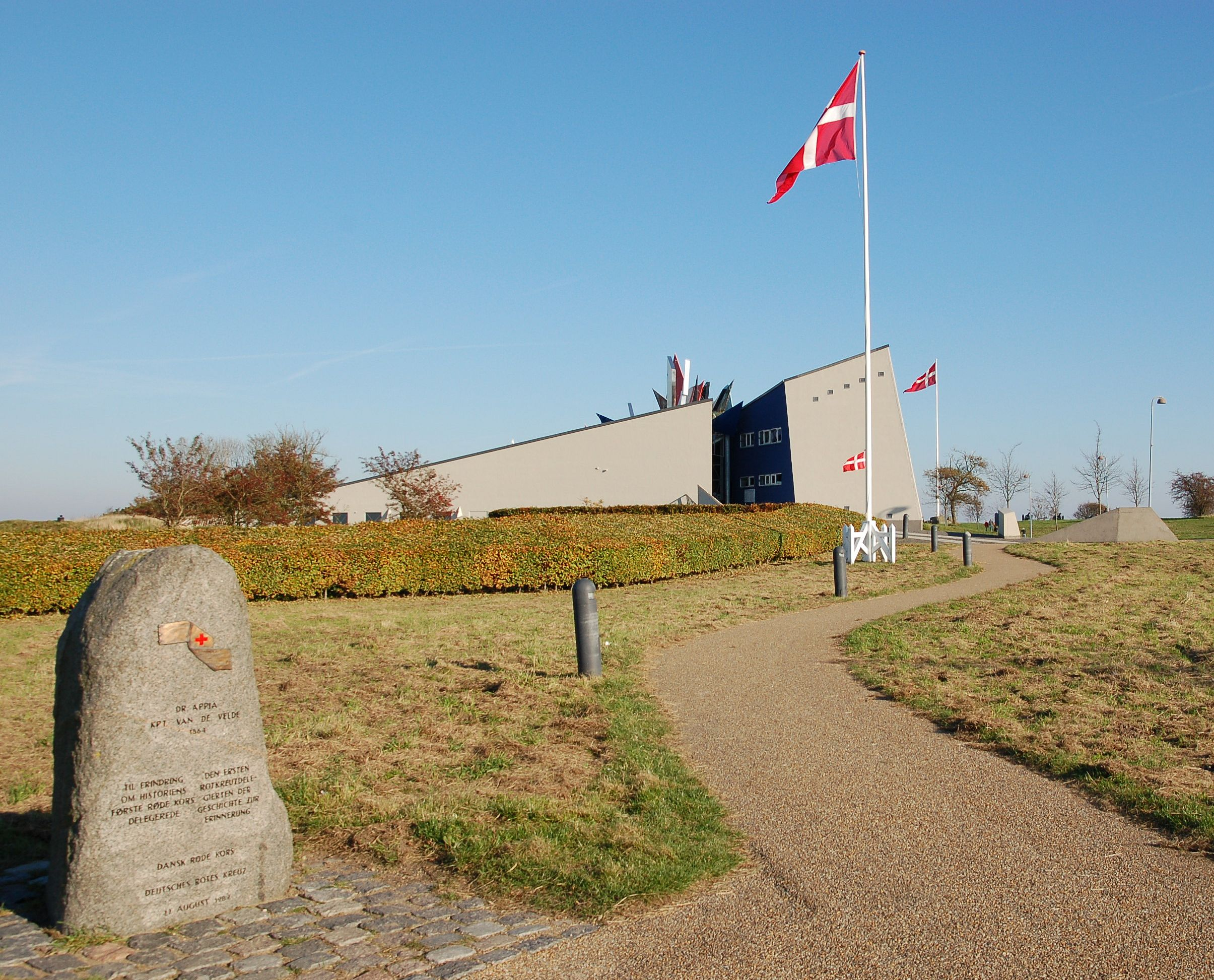
Museum Historiecenter Dybbøl Banke bij de schansen
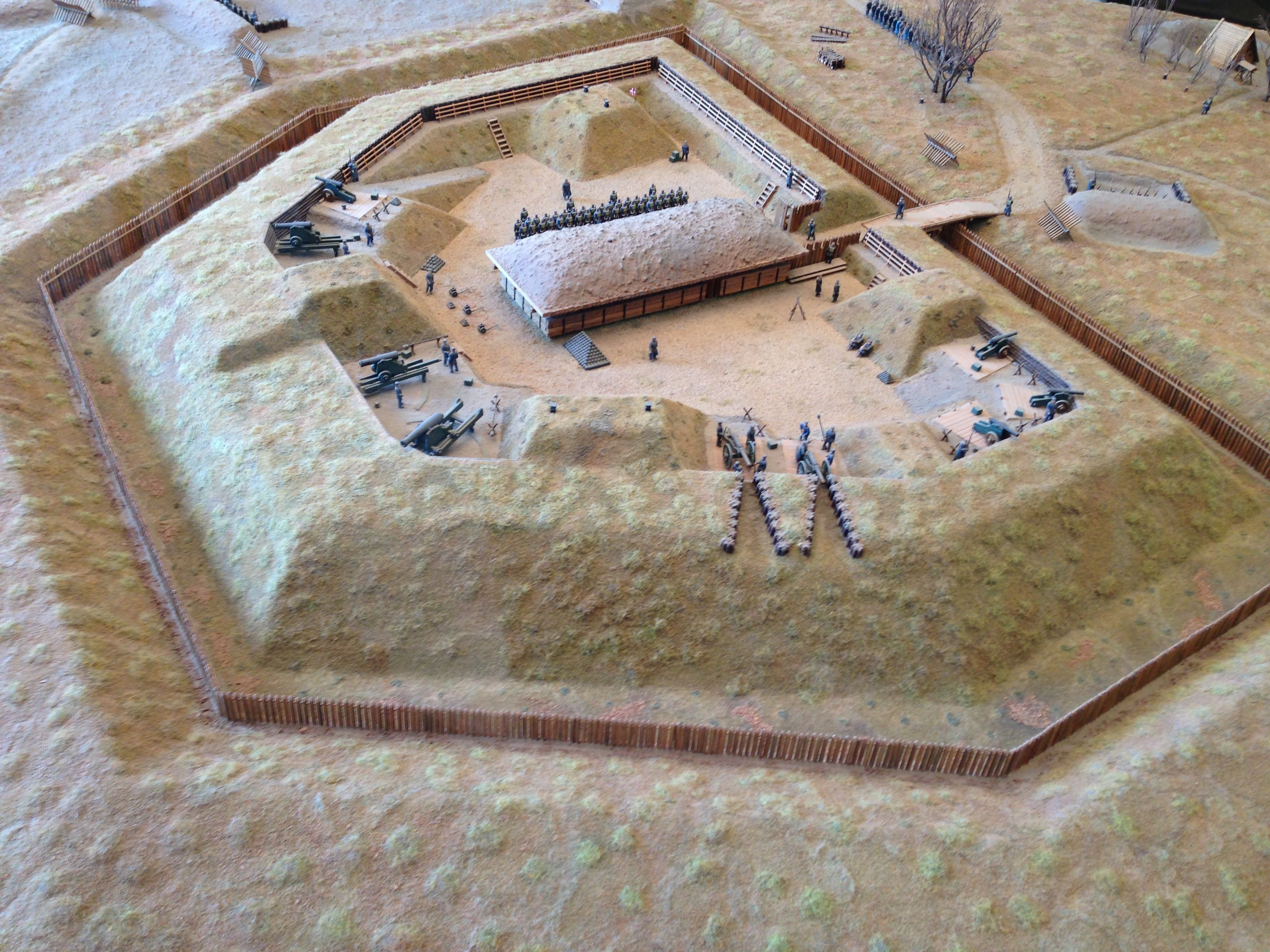
Maquette van een van de schansen; collectie: Deens nationaal museum (in de molen van Dybbøl)

Restanten van deze versterkingen zijn nog behouden gebleven, en vormen een historische gedenkplaats in Dybbøl. Er is ook een museum, Historiecenter Dybbøl Banke, aanwezig, dat informatie biedt over de slag zelf, en over het krijgswezen in die tijd, en in de molen ook een kleiner museum.
Op 18 april wordt de slag nog jaarlijks in Denemarken herdacht, van 2002-2013 ook samen met door de Deense regering uitgenodigde Duitse militairen.

## Verwerking in de beeldende kunst
Van dit wapenfeit hebben verscheidene Duitse historieschilders en andere kunstenaars weergaves vervaardigd. Vooral de reliëfs van de hand van Calandrelli op de onderste sokkel van de Berlijnse Siegessäule worden als kunsthistorisch waardevol beschouwd. 

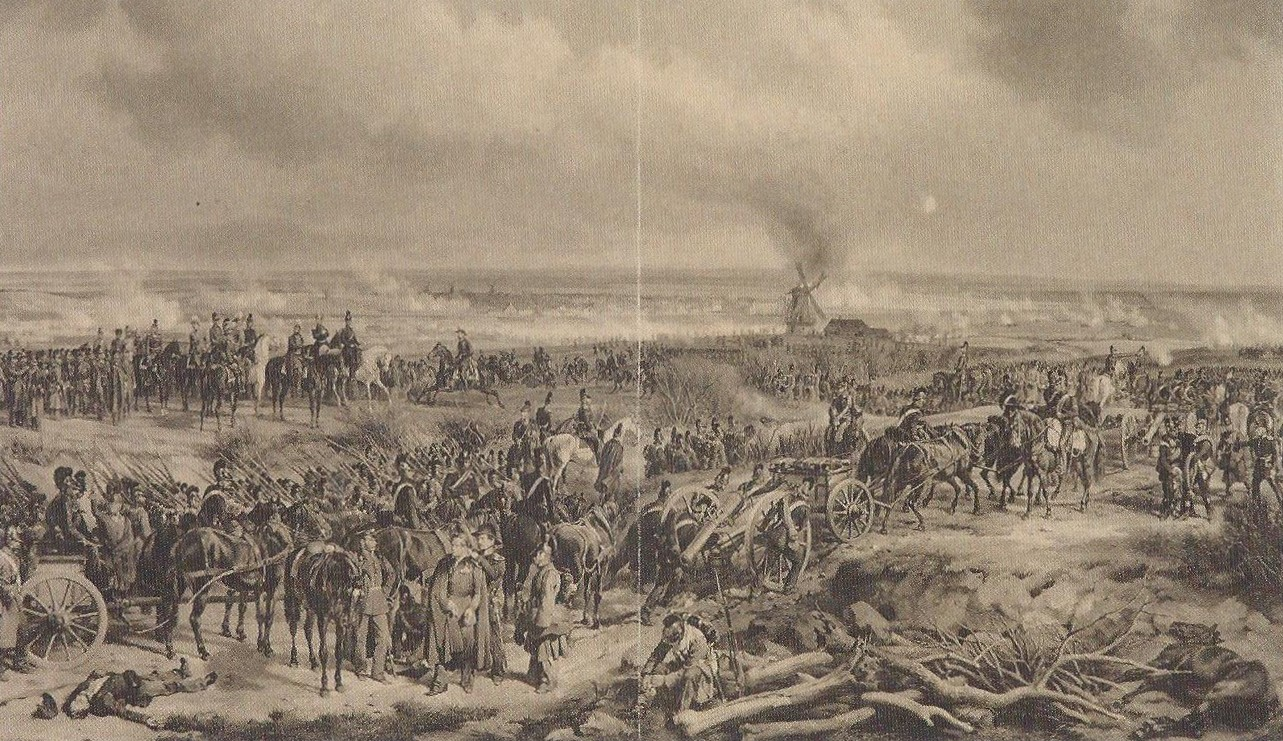
Prent door Albrecht Adam (1849): Bestorming van de Düppeler Schansen
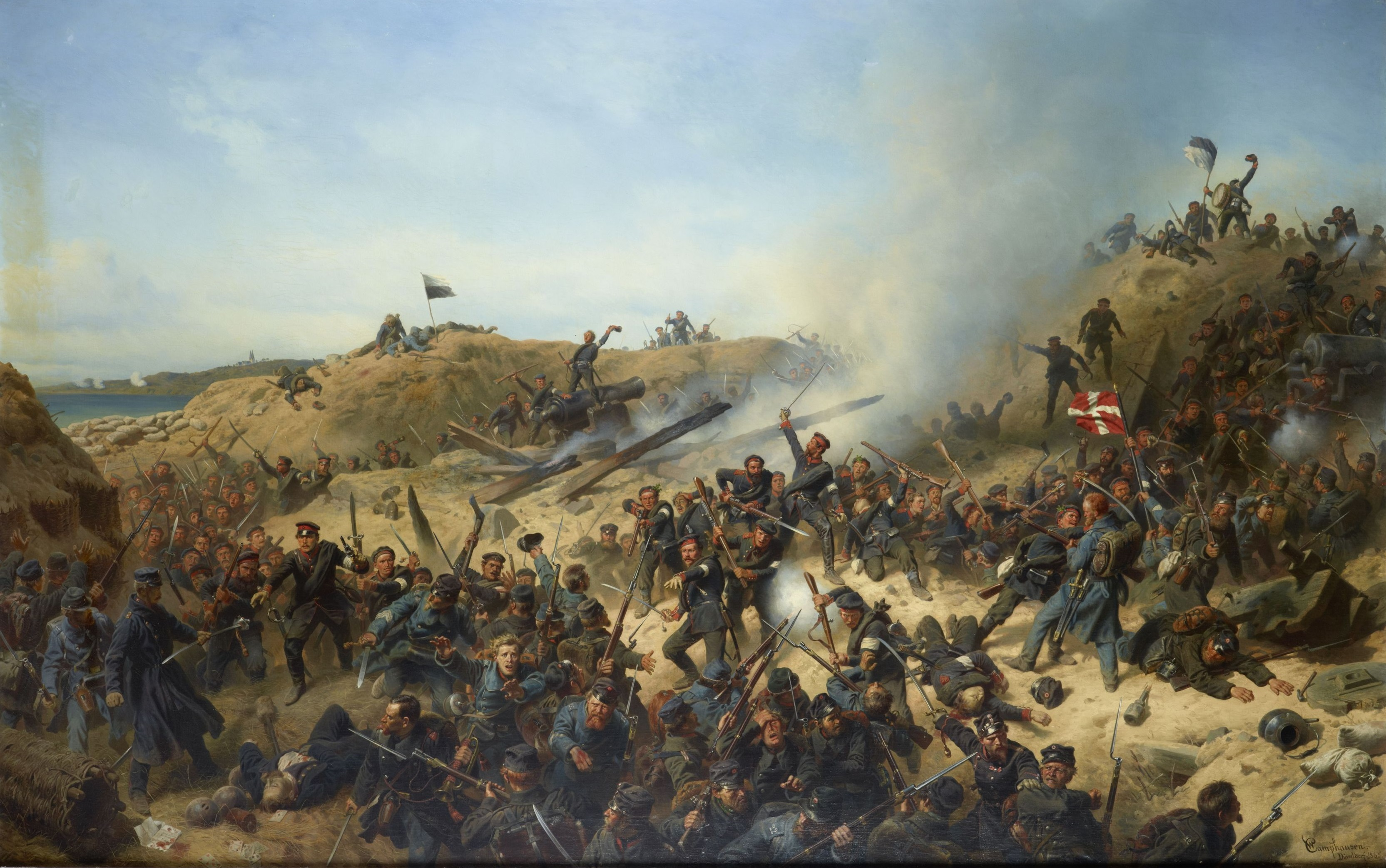
Onbekende schilder, idem
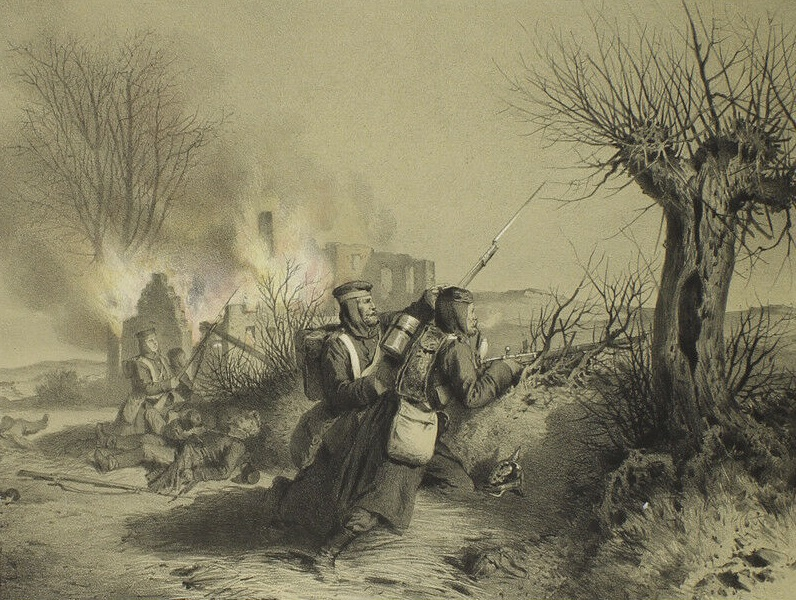
Onbekende graveur, idem
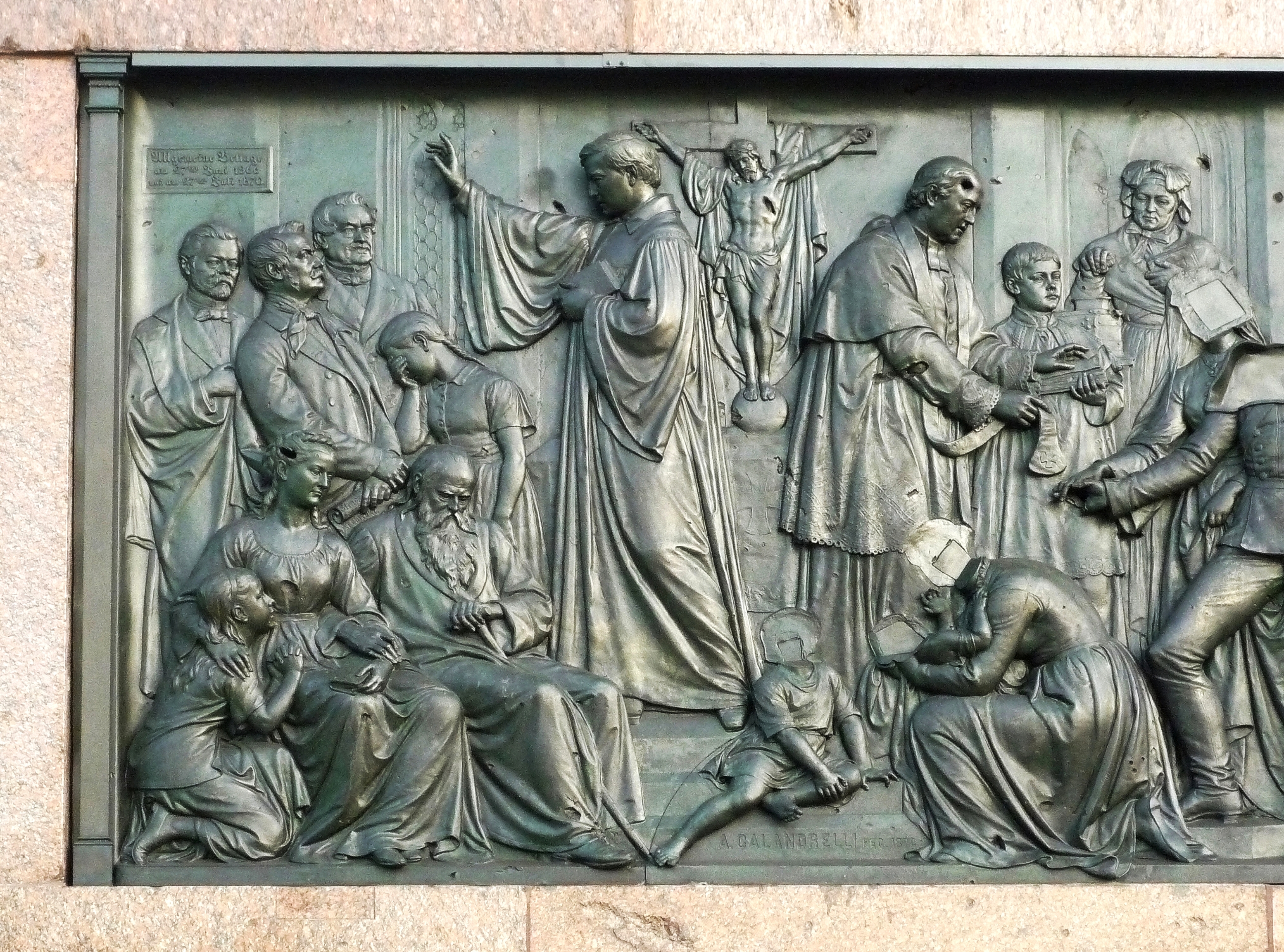
Reliëf door Calandrelli op de Siegessäule, 1
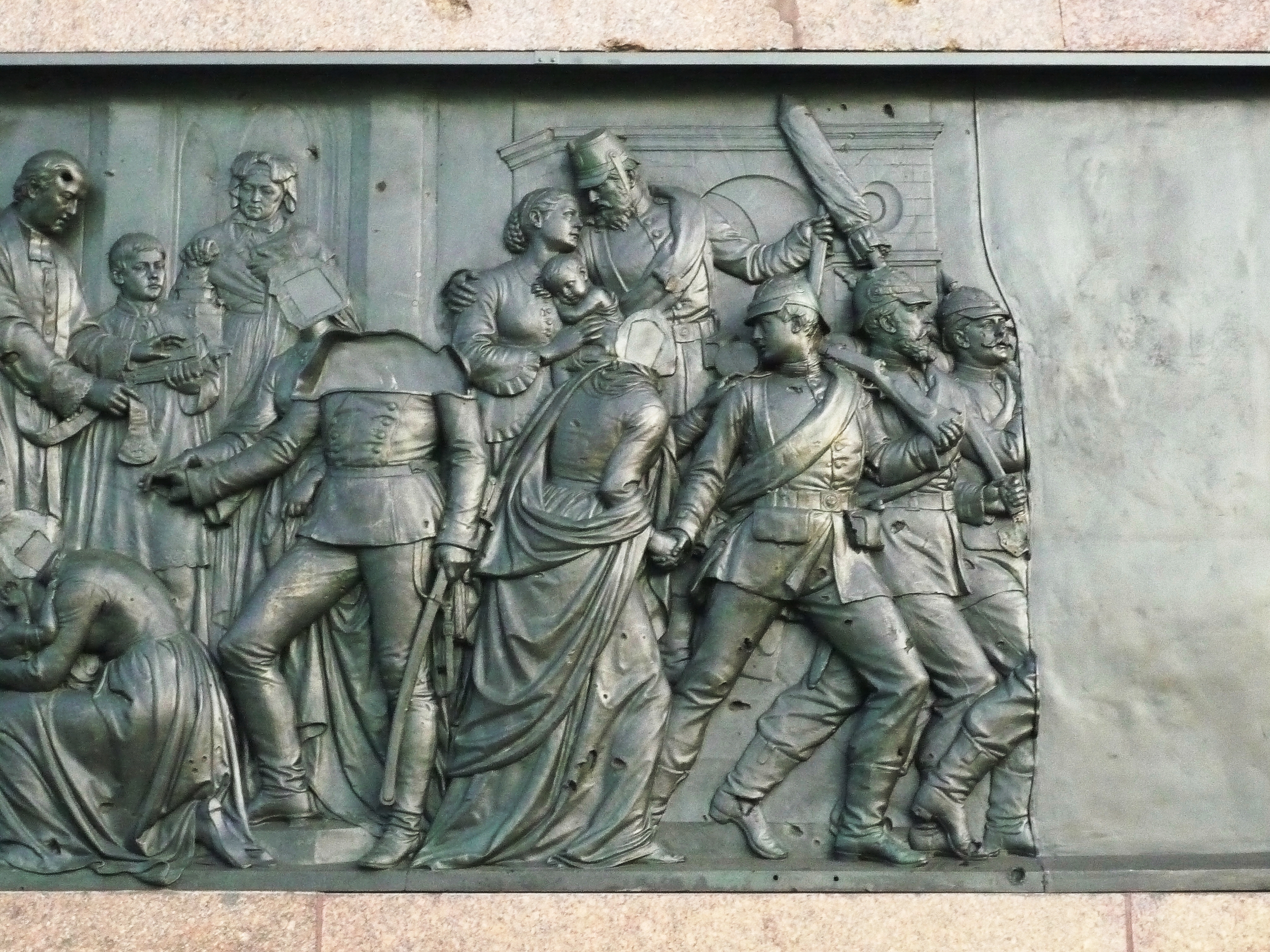
Idem 2
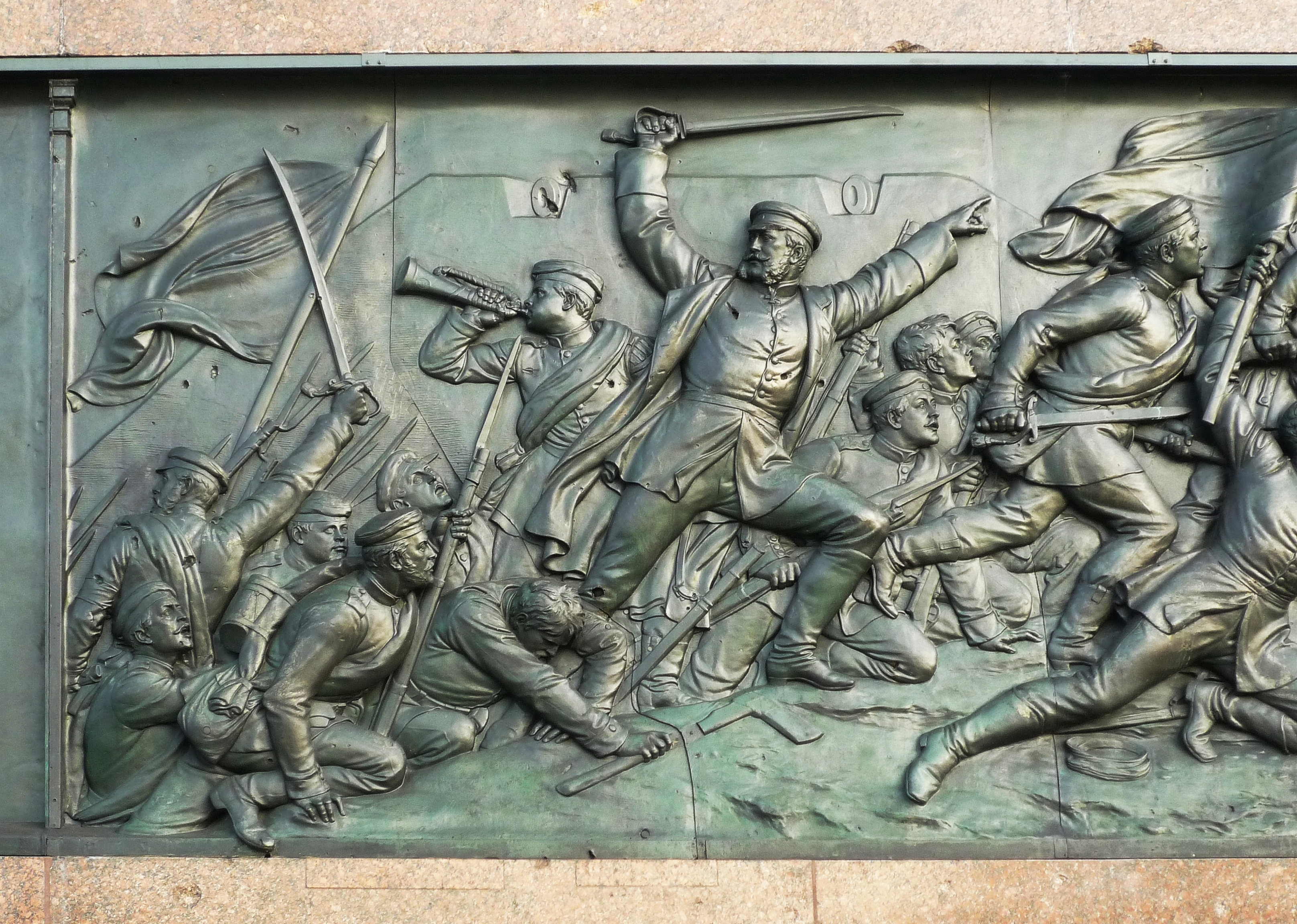
Idem 3
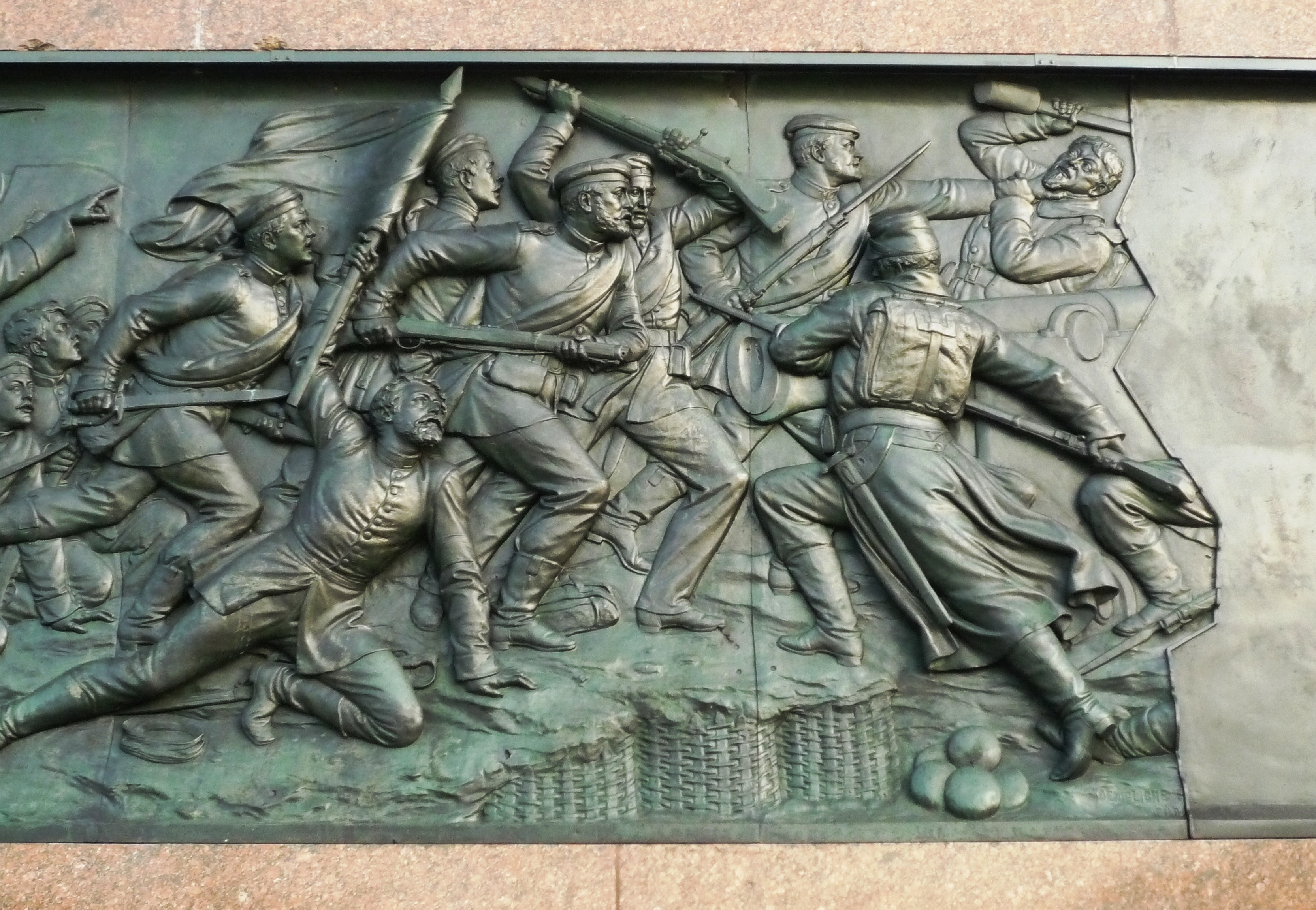
Idem 4